# Pulmonoscorpius
Pulmonoscorpius kirktonensis
Genre
Espèce
Pulmonoscorpius est un genre éteint de grands scorpions appartenant à la famille également éteinte des centromachidés, ayant vécu durant le Carbonifère (Mississippien), il y a entre 336 et 326,4 millions d'années dans ce qui est aujourd'hui l'Écosse. Une seule espèce est connue, Pulmonoscorpius kirktonensis, décrite par Andrew J. Jeram en 1994.
Bien que l'animal était déjà connu par des fossiles de spécimens allant de 1,3 (notamment pour les larves) à 28 centimètres de long, un fossile relativement complet et mesurant dans les 70 centimètres a par la suite été identifié, faisant de Pulmonoscorpius l'un des plus grands arachnides jamais identifiés à ce jour, en rivalité avec le genre antérieur et datant du Dévonien, Brontoscorpio, qui bien ce dernier n'est connu que par un fragment du pédipalpe droit, est estimé d'avoir mesuré 90 centimètres de long.

## Description et taxonomie

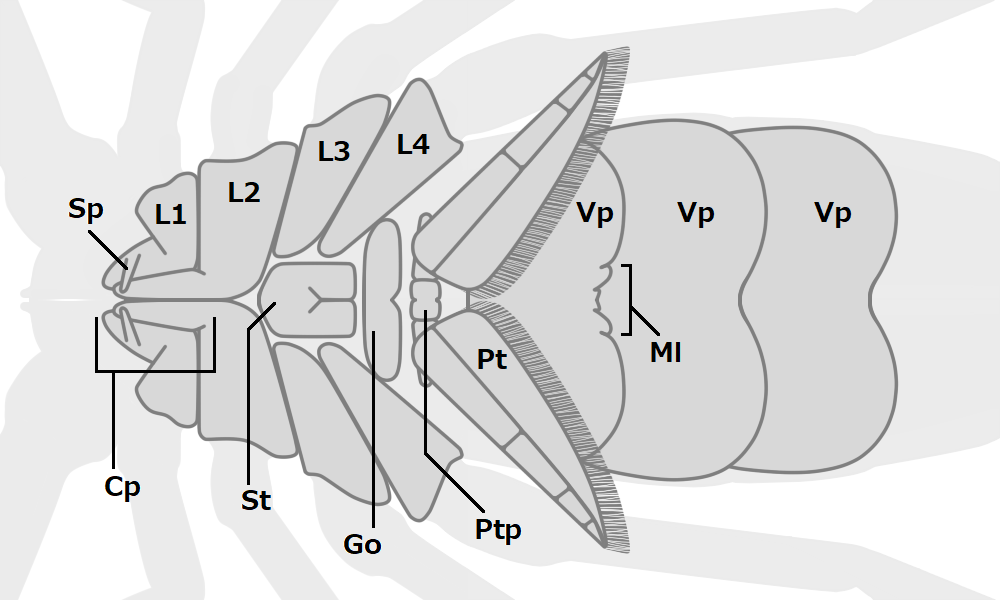
Structures ventrales prosomales et mésosomales d'un Pulmonoscorpius juvénile : Cp : coxapophysis, Go : opercule génital, L1-4 : patte coxae, Ml : lobation médiane de la première plaque ventrale, Pt : pectine, Ptp : plaque pectinale, Sp : éperon de la coxapophyse, St : sternum et Vp : plaque ventrale.

Le régime alimentaire de Pulmonoscorpius n'est pas connu avec certitude, mais il est probable qu'il se nourrissait d'arthropodes plus petits, voire des petits tétrapodes de l'époque.
La plupart des spécimens complets mesuraient entre 1,3 à 28 centimètres de long, tandis qu'un grand spécimen fragmentaire était estimé à 70 centimètres de long lorsqu'il était vivant. Les seules portions conservées étaient les portions externes de la cuticule, estimées à seulement 15–18 millimètres d'épaisseur dans le plus grand spécimen.
Pulmonoscorpius se caractérise par la présence d'un long éperon sur chacune des apophyses (extension de la coxa, segment le plus basal) de la première paire de pattes, première plaque abdominale ventrale des juvéniles à lobation médiane, ainsi qu'un sternum allongé (plaque ventrale entre les bases des jambes) avec un sillon en forme de « Y ». Contrairement au scorpion moderne mais semblable à d'autres homologues basaux, Pulmonoscorpius possède une paire d’yeux médians placés en avant et une paire d'yeux latéraux qui peuvent être présents dans chacun d'eux entre 40 et 60 ocelles latéraux, ainsi qu'un dernier segment métastomal dont la longueur ne dépassait pas le 4 e segment métastomal précédent. La surface de la carapace prosomale et sept tergites (en) mésosomals sont relativement lisses chez les juvéniles alors qu'ils sont tuberculés chez les individus plus gros. Il a été noté que les chélicères et les pattes étaient similaires à celles des scorpions existants, sauf que les coxae et les fémurs (premier et troisième segments) des troisième et quatrième pattes sont moins allongés et que les tibias de ces pattes sont à peu près de la même longueur, comme leurs fémurs. Le fémur et la rotule (quatrième segment) de chaque pédipalpe, ainsi que chaque segment métasomal possèdent des crêtes alignées par des rangées de tubercules. Le mésosome possédait un opercule génital bilobé et allongé latéralement (revêtement du gonopore), des pectines(appendices sensoriels en forme de peigne) avec 150-160 dents étroites, ainsi que 3 plaques ventrales chez les juvéniles et 4 chez les adultes. Comme pour les scorpions modernes, quatre paires de poumons de livre (en) étaient présentes sur les plaques ventrales correspondantes.
Mis à part l'espèce type, deux autres spécimens ont été notés comme étant possiblement distincts, l'un avec des « doigts pédipalpes juvéniles avec 30 % de follicules sétals en plus que P. kirktonensis » et un « manque de carènes tuberculaires et ventrales sur la vésicule du telson ».

## Distribution

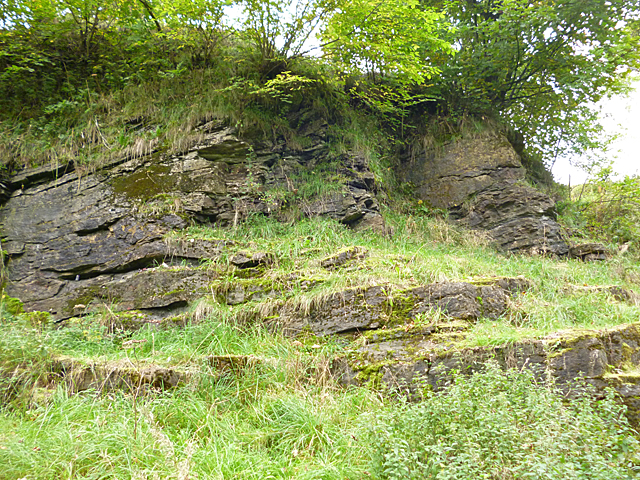
La carrière d'East Kirkton, lieu ou a été découvert l'animal, photographié en 2013.

Pulmonoscorpius a été découverte dans la carrière d'East Kirkton (en), situé dans le West Lothian en Écosse et est daté du Carbonifère.

## Culture populaire
Malgré sa grande taille qui lui à fait sa popularité, Pulmonoscorpius, apparait relativement peu dans les médias qui le mentionne : 
- Dans l'épisode 5 de la série Prehistoric Park, Nigel Marven en ramène un dans le présent, après avoir effectué un voyage dans le temps dans le Carbonifère.
- Pulmonoscorpius est présent dans le jeu vidéo Ark: Survival Evolved avec la possibilité d'apprivoisement.